# پومپیو لازر
پومپیو لازر (رومانیایی: Pompeiu Lazăr؛ ۱۹۰۶ – نامشخص) بازیکن فوتبال اهل رومانی بود.
وی همچنین در تیم ملی فوتبال رومانی بازی کرده‌است.